# Max Karoubi
Max Karoubi (francês: [kaʁubi]; Túnis, 1938) é um matemático francês.
Trabalha com a K-teoria. Obteve um doutorado em matemática em 1967, orientado por Henri Cartan.
Em 1973 foi professor pleno da Universidade Paris VII até 2007, onde tornou-se então professor emérito.
Em 2012 tornou-se fellow da American Mathematical Society.

## Publicações
- M. Karoubi (1968). «Algèbres de Clifford et K-théorie». Ann. Sci. Éc. Norm. Sup. 1 (2): 161–270
- Karoubi, Max (1978), K-theory, ISBN 978-3-540-08090-9, Berlin, New York: Springer-Verlag, MR 0488029
- Karoubi, Max (1979), «K-théorie algébrique de certaines algèbres d'opérateurs», in:  Harpe, Pierre de la, Algèbres d'opérateurs (Sém., Les Plans-sur-Bex, 1978), Lecture Notes in Math., 725, Berlin, New York: Springer-Verlag, pp. 254–290, MR 548119, doi:10.1007/BFb0062621